# Apobrata scutila
Apobrata scutila är en spindelart som först beskrevs av Simon 1894.  Apobrata scutila ingår i släktet Apobrata och familjen täckvävarspindlar.
Artens utbredningsområde är Filippinerna. Inga underarter finns listade i Catalogue of Life.